# Moganit
Moganit là một loại khoáng vật silicat có công thức hóa học SiO2 (silic dioxide) được phát hiện năm 1984. Nó kết tinh theo hệ một nghiêng. Moganit được xem là một dạng đồng hình của thạch anh: có có cùng thành phần hóa học với thạch anh nhưng có cấu trúc tinh thể khác.